# Суп из угря
Суп из угря (нем. Aalsuppe) — суп или «айнтопф» родом из северогерманской кухни, приготовленный из угря, овощей и других ингредиентов, таких как клёцки и свежие травы. Особенно известным является гамбургский суп из угря, который среди ингредиентов содержит сухофрукты и получает благодаря этому особую ноту и кисло-сладкий вкус. Подаётся в качестве основного блюда.

## История
Суп из угря, типичное блюдо для данного региона Германии, задокументирован с 18-го века. Самое старое письменное упоминание о нём найдено в кухонном отчёте Госпиталя Святого Духа Гамбурга от 1756 года. Самый старый известный рецепт находится в гамбургской поваренной книге 1788 года. «Экономическая энциклопедия» Иоганна Георга Крюница (1782) объясняет, что суп из угря — это блюдо «для простых людей», «в местах, где эту рыбу можно найти в изобилии». Медицинский надзиратель Рамбаха писал в 1801 году: «Это блюдо является особо любимым жителями Гамбурга, и поэтому его обычно подают отдельно без какой-либо дополнительной пищи. Каким бы разнообразным ни был его состав, я никогда не видел его остатков, он всегда был до съеден до конца». Иоганн Фридрих Шютце в гольштейнском словаре «Idiotikon» (1801) сообщал: «Суп из угря является основным блюдом среди угощений, которые готовят городские и сельские трактирщики из Гольштейна подают для мужчин».
Часто утверждают, что гамбургский суп с угрем традиционно не содержит угрей, а скорее является своего рода сборным блюдом, из остатков всего, что есть на кухне. Дело в том, что слово Aale, «угорь», в нижненемецком диалекте может означать не только эту рыбу, но и «всё», «alles». А угорь — это уступка гостям города, чтобы не разочаровать их. Но скорее всего это легенда, основанная на народной молве, у которой нет никаких доказательств. Тем не менее, есть аналогично приготовленный суп без угря, который называется suur supp («кислый суп»).
В Гамбурге говорят, что об этом блюде сочинено столько же историй, сколько требуется продуктов для его изготовления.

## Приготовление
Основой супа является крепкий мясной бульон, который готовят из костей, копченой ветчины, вяленой говядины или прочего мяса. Для приготовления супа также используют овощи, зелёный горошек и сухофрукты (прежде всего, чернослив, но и яблоки, груши); кусочки угря и немного уксуса. Суп заправляется нарезанными Aalkruut, «угревыми травами», смесью из свежих трав, таких как тимьян, майоран, петрушка, шалфей, базилик, эстрагон, портулак, листья сельдерея, кервель, мята, укроп, мелисса, щавель и очиток. Добавляют по вкусу соль, сахар, чёрный перец. К супу часто подают клёцки или кнедлики, и мелко нарезанную говядину, если она используется для бульона. Также часто добавляют и немного копченого угря.